# Jane Horney (TV-serie)
Jane Horney är en svensk-dansk dramaserie från 1985.

## Handling
Serien handlar om den äventyrslystna svenskan Jane Horney, som eventuellt var tysk spion och en säkerhetsrisk. Hon försvann spårlöst en januarinatt 1945. Av allt att döma blev hon avrättad ombord på fiskebåten Marta Sverige i farvattnet mellan Höganäs i Sverige och Rungsted i Danmark av den danska motståndsrörelsen och hennes kropp sänktes därefter i havet.

## Om serien
I förtexterna till serien framgår: "Detta är en dramatiserad historia – till delar diktad – men bygger på verkliga händelser. Vissa personer har slagits samman och flera namn har ändrats".
Affären Jane Horney var fortfarande en känslig fråga i Danmark när serien spelades in och röster höjdes för att stoppa sändningarna i dansk TV. I Sverige premiärvisades serien den 21 oktober 1985 på TV1. 

## Rollista (urval)
- Ewa Carlsson – Jane Horney
- Niels Alsing – Jan Winkler
- Jens Basse Dam – Lille ulv
- Anton Diffring – Admiral Wilhelm Canaris
- Heinz Hopf – Seimann
- Edgar Hoppe – Feldtmann
- Henning Jensen – Leif Lund
- Björn Kjellman – Janes bror
- Tomas Laustiola – Pavlov
- Lars Simonsen – Jonas
- Claus Strandberg – Gilbert
- Hans Mosesson – Herje Granberg
- Ahnna Rasch